# Sigaloseps conditus
Sigaloseps conditus — вид сцинкоподібних ящірок родини сцинкових (Scincidae). Ендемік Нової Каледонії. Описаний у 2014 році.

## Поширення і екологія
Sigaloseps conditus мешкають на території Південної провінції Нової Каледонії, де вони спостерігалися в долинах річок Пуріна і Блу, в також в районі Кот-Ублі. Вони живуть у вологих тропічних лісах, на висоті від 30 до 550 м над рівнем моря.

## Збереження
МСОП класифікує цей вид як такий, що перебуває під загрозою зникнення. Sigaloseps conditus загрожує знищення природного середовища та хижацтво з боку інтродукованих кішок і мурах Wasmannia auropunctata.